# Volksentscheid in Gambia 1965
| Stimmenverteilung |
| ----------------- |
|                   |

Der Volksentscheid in Gambia 1965 (englisch 1965 Plebiscite) fand am 24. November 1965 statt. Einer Schätzung zufolge hatte Gambia 1965 eine Bevölkerung von 411.947 Einwohnern.
Kurz nach der Unabhängigkeit Gambias beabsichtigte die junge Regierung, sich ganz von Großbritannien zu lösen und Gambia in eine Präsidialrepublik umzuwandeln, die anstelle der britischen Königin einen gewählten Präsidenten als Staatsoberhaupt hat. Für diese Verfassungsänderung war ein Volksentscheid notwendig, den die Regierung im November durchführen ließ.
Von den rund 154.626 zuvor registrierten Wählern wurden 93.484 gültige Stimmen abgegeben, damit lag die Höhe der Wahlbeteiligung bei 60,46 Prozent. 65,85 Prozent der Wähler hatten sich für die neue Verfassung ausgesprochen, womit aber eine Zweidrittelmehrheit, also 66,67 Prozent, knapp verfehlt wurde.
Dennoch verschaffte sich Gambia mit der Abstimmung Respekt, da sie organisatorisch gut ablief. Ein zweiter Volksentscheid wurde viereinhalb Jahre später durchgeführt.

## Tabelle
Folgendes Wahlergebnis wurde veröffentlicht:
| Prozent | Stimmen | Entscheidung       |
| ------- | ------- | ------------------ |
| 65,85 % | 61.563  | „Yes“ – Zustimmung |
| 34,15 % | 31.921  | „No“ – Ablehnung   |